# Gerhard Tremmel
Gerhard Martin Tremmel (München, 16 november 1978) is een Duits voormalig voetballer die als doelman speelde. Hij stond van 1998 tot en met 2017 onder contract bij achtereenvolgens Unterhaching, Hannover 96, Hertha BSC, Energie Cottbus, Red Bull Salzburg en Swansea City.

## Clubcarrière
Tremmel debuteerde in 1998 voor SpVgg Unterhaching, waar hij doorstroomde vanuit de jeugdopleiding. In 2002 trok hij naar Hannover 96. Twee jaar later tekende de doelman bij Hertha BSC. In 2006 vervoegde hij Energie Cottbus, waar hij vier seizoenen zou spelen. In 2010 trok Tremmel voor één seizoen naar het Oostenrijkse Red Bull Salzburg. In 2011 haalde Swansea City hem daar transfervrij weg. Op 26 februari 2012 debuteerde hij in de Premier League in het uitduel tegen Stoke City. Op 7 februari 2013 werd zijn contract verlengd tot medio 2015. Op 24 februari 2013 won de Duitser met Swansea City de League Cup door in de finale Bradford City te verslaan met 0-5. Daardoor mocht Swansea City tijdens het seizoen 2013/14 deelnemen aan de UEFA Europa League. Tremmels contract bij Swansea liep op 1 juli 2015 af, waarop hij uitzag naar een nieuwe club. Ruim een maand later tekende hij alsnog een nieuw tweejarig contract bij Swansea. Hier beëindigde hij na afloop van het seizoen 2016/17 ook zijn carrière.

## Erelijst
| League Cup | 1x | 2012/13 |